# Moldes
Moldes est une paroisse civile portugaise (en portugais : freguesia) de la municipalité d'Arouca dans le district d'Aveiro.

## Géographie
Moldes est située au sud-est d'Arouca.

## Histoire
Moldes remonterait au VIIIe siècle. Son nom proviendrait du latin molinus qui signifie moulin.
Moldes devient une paroisse (freguesia) indépendante d'Arouca en 1845.

## Démographie
Lors du recensement de 2021, Moldes compte 1 126 habitants.